# ホーマー・ハルバート
ホーマー・ベザレル・ハルバート（Homer Bezaleel Hulbert 、1863年1月26日 - 1949年8月5日）は、アメリカ合衆国バーモント州出身の宣教師。

## 人物

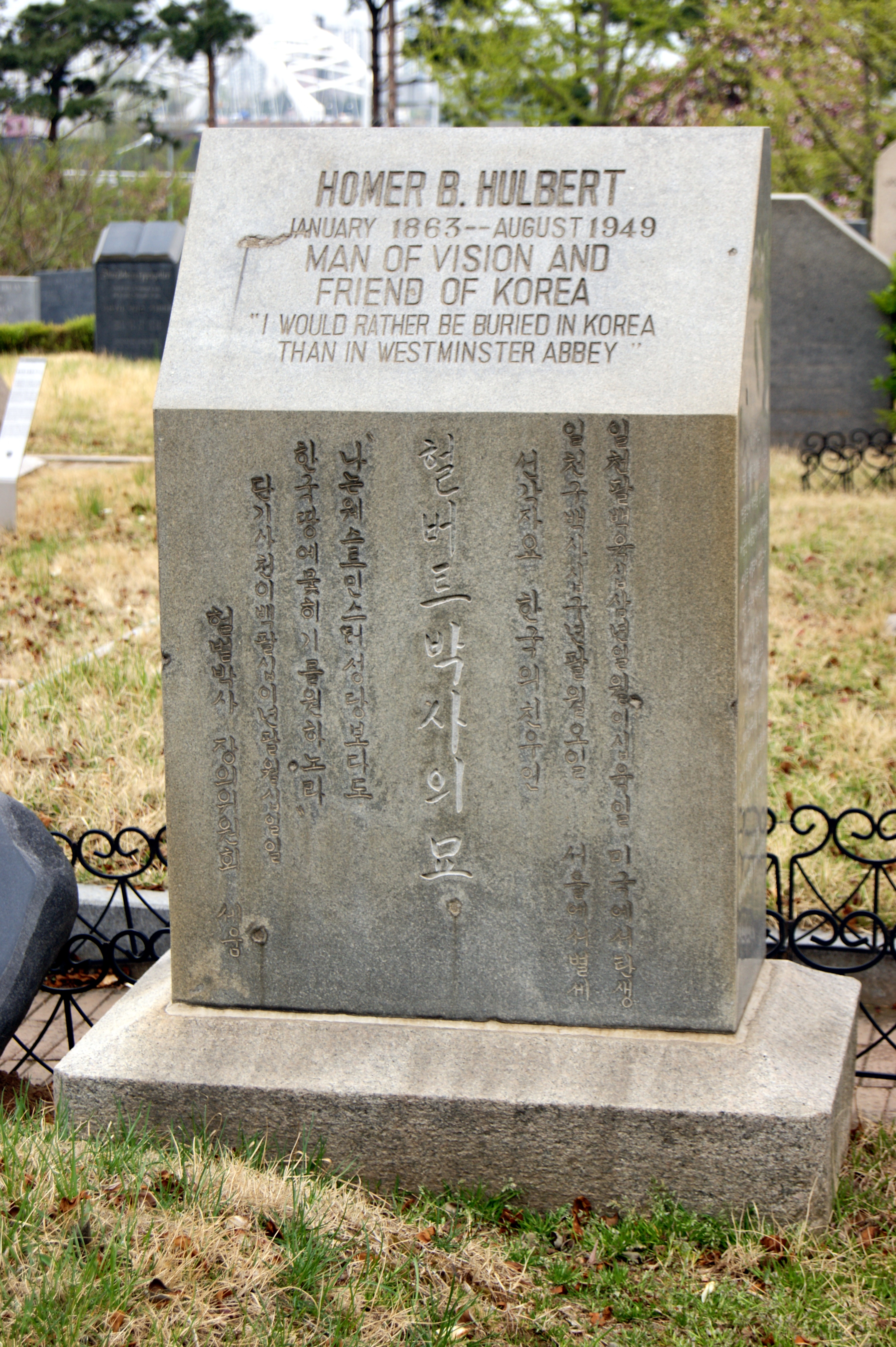
ソウル市麻浦区の楊花津外国人宣教師墓園にあるハルバートの墓碑

父のカルビン・ハルバート（en）はミドルベリー大学総長を務めた神学者で、ハルバートも1884年にユニオン神学校に入学した。
1882年、朝米通商条約を締結した朝鮮は、英語と近代式教育を担当する教師派遣を米国に要請し、それに応える形で、1886年にハルバートらが育英公院に教師として赴任し、のちに高宗の政治・外交顧問となった。ハルバートは徐載弼らによる独立新聞の創刊を支援し、また1901年には、自ら雑誌『コリア・レビュー（The Korea Review）』を創刊した。
1895年の乙未事変以降は、大韓帝国の保護国化を画策する日本を痛烈に批判し、高宗の使者として第二次日韓協約の国際法上の無効をセオドア・ルーズベルト大統領に訴えるために一時帰米して、日本の行動に抗議した。1906年に朝鮮に戻るが、1907年5月8日、韓国統監伊藤博文によって追放された。同年のハーグ密使事件では代表団の一員として同行し、帰米後は徐載弼や李承晩らアメリカで活動する独立運動家を支援し、全米各地で朝鮮の独立を訴えかけた。1918年には呂運弘とパリ講和会議に宛てた「独立請願書」を作成した。また1919年の三・一独立運動を積極的に支持し、米国上院外交委員会に日本の不法性を告発した。1942年にはワシントンD.C.で開かれた韓国自由大会に出席した。
朝鮮においては周時経とともにハングルの普及に尽力し、1903年にはスミソニアン協会年次報告書にハングルの優秀性に関する論文を発表した。また『士民必知』という世界地理書を1891年に刊行し、韓国YMCAの創設にも参加し、初代会長を務めるなど、韓国青年に対する啓蒙運動に努力したほか、アリランを楽譜で紹介するなど、朝鮮について多くの書籍や記事を翻訳、執筆した。
光復（独立）後に初代韓国大統領となった李承晩の招聘により、1949年7月29日に韓国を再訪したが、病身であったため、同年8月5日に肺炎を発症してソウルの病院で死去した。韓国政府より1950年に建国功労勲章を受章した。また独立運動家の安重根は日本の警察に取り調べを受けた1909年12月2日に「韓国人ならハルバートを一日も忘れてはならない」という言葉を残している。

## 主な著書
- Search for a Siberian Klondike （英語） 1903年
- Comparative Grammar of Korean and Dravidian （英語） 1905年
- The Passing of Korea （英語） 1906年
  - 朝鮮亡滅 上―古き朝鮮の終幕（1973年1月、太平出版社）
- The Japanese in Korea: Extracts from the Korea Review （英語） 1907年